# Gaillardbois-Cressenville
Gaillardbois-Cressenville foi uma antiga comuna francesa na região administrativa da Normandia, no departamento de Eure. Estendia-se por uma área de 7 km². Em 2010 a comuna tinha 415 habitantes (densidade: 59,3 hab./km²).
Em 1 de janeiro de 2017, passou a formar parte da nova comuna de Val d'Orger.